# Iduna (Vereinigung)
Iduna war eine Vereinigung konservativer katholischer Schriftsteller aus Wien und bestand zwischen 1891 und 1904. Ins Leben gerufen wurde dieser Bund von Johann Fercher von Steinwand, der diese Vereinigung als Kontrapunkt gegen Naturalismus und Jung-Wien ins Leben rief.
Als Vereinszeitschrift wurde die „Iduna - Zeitschrift für Dichtung und Kritik“ ins Leben gerufen.
Als 1896 der Schriftsteller Richard Kralik zusammen mit einigen Getreuen die Iduna verließ, um sich dem Verband katholischer Schriftsteller und Schriftstellerinnen Österreichs anzuschließen, war dies eigentlich schon der Anfang vom Ende dieses Bundes. Als 1904 eine weitere Gruppe die Iduna verließ, um sich der Wiener Schriftsteller-Genossenschaft anzuschließen, wurde die Iduna aufgelöst.

## Mitglieder (Auswahl)
- Johann Fercher von Steinwand
- Marie Eugenie delle Grazie
- Auguste Hyrtl
- Emilie Mataja
- Josefine von Knorr